# Chó Pachón Navarro
Chó Pachón Navarro, còn được gọi với nhiều cái tên khác nhau là: Nafarroako eper txakur, Perdiguero Navarro, Pachón de Victoria, Chó săn chỉ điểm Navarra) là một giống chó săn có nguồn gốc Tây Ban Nha. Giống chó này có mũi chẻ hoặc mũi đôi. Người ta tin rằng chính cái mũi bất thường này làm cho nó nhạy cảm hơn với mùi, một lý do chính nó được chọn làm chó săn. Ngày nay người ta biết rằng sự khác biệt này chỉ là sự khác biệt về giải phẫu thẩm mỹ.

## Lịch sử
Fédération Cynologique Internationale, một câu lạc bộ Chăm chó Chó lớn của châu Âu, không công nhận giống chó Pachón Navarro trong thời điểm hiện nay.
Pachón Navarro được cho là có nguồn gốc từ con chó săn Talbot và những giống chó săn khác có nguồn gốc từ thế kỷ XII.
Giống chó này được cho là đã đạt đến đỉnh điểm của sự nổi tiếng trong giới quý tộc Tây Ban Nha trong hai thế kỷ XVIII và XIX, nhưng sau đó lại trở nên gần như tuyệt chủng sau cuộc nội chiến Tây Ban Nha. Một vài người đam mê giống chó này đã lùng sục các cá thể chó còn sót lại sau đó và tái lập giống.
Loài chó săn Andes được tìm thấy ở Nam Mỹ được cho là có nguồn gốc từ những chú chó Pachón Navarro do những người trong đội quân xâm lược Tây Ban Nha mang đến vào thế kỷ XVI.